# El año que viene a la misma hora
El año que viene a la misma hora (Same Time, Next Year) es una película de comedia dramática romántica estadounidense de 1978 dirigida por Robert Mulligan. El guion de Bernard Slade se basa en su obra de 1975 del mismo título. La película está protagonizada por Alan Alda y Ellen Burstyn.
Busrtyn fue candidata a los Premios Oscar a la Mejor Actriz en su cuarta nominación y ganó en los Premios Globo de Oro a la Mejor Actriz de Comedia o Musical.

## Sinopsis
En 1977, un ama de casa de California y un contador casado de Nueva Jersey mantienen una aventura extramatrimonial que se prolonga desde hace 26 años, y tienen una tradición: una vez al año se reúnen en un motel.

## Reparto
| Actor         | Personaje     |
| ------------- | ------------- |
| Ellen Burstyn | Doris         |
| Alan Alda     | George Peters |
| Ivan Bonar    |               |
| Bernie Kuby   |               |
| Cosmo Sardo   |               |

## Recepción

### Crítica
La película recibió críticas mixtas, Janet Maslin, del New York Times, dijo: "El guion del Sr. Slade a menudo no es divertido, y está lleno de eventos trascendentales que no se pueden reír ... Como lo dirigió Robert Mulligan ...Same Time, Next Year es menos y más de lo que podría haber sido.
Variety calificó la película como "un ejemplo de libro de texto sobre cómo transportar con éxito una obra de teatro a la pantalla grande" y agregó: "La producción de la obra de Bernard Slade, dirigida con delicadeza por Robert Mulligan, es todo lo que desea de este tipo de película" presenta dos actuaciones de primera clase de Ellen Burstyn y Alan Alda ".

### Reconocimiento
- - Premios Oscar
- Premios Oscar a la Mejor Actriz / Ellen Burstyn (nominada)
- Premio Oscar a la Mejor Fotografía / Robert Surtees (nominado)
- Premio Oscar al Mejor Guion Adaptado / Bernard Slade (nominado)
- Premios Oscar a la Mejor Canción / "The Last Time I Felt Like This," (nominada)
  - Premios Globo de Oro
- Globo de oro a la Mejor Actriz de comedia o musical / Ellen Burstyn ganadora)
- Globo de oro al Mejor Actor de comedia o musical / Alan Alda (nominado)
- Globo de oro a la Mejor canción (nominada)
  - Writers Guild of America
- Writers Guild of America al Mejor Guion Adaptado / Bernard Slade (nominado)